# Темнић
Темнић је област Шумадије, простире се између Велике Мораве, планине Јухор и Западне Мораве. Са истока је ограничен Великом Моравом од саставка Јужне и Западне Мораве до села Трешњевице. Западна граница је на гребену Јухора и Благотина, одакле преко села Милутовца досеже до Западне Мораве која Темнић ограничава на југу.
У ослобођеној Србији 19. век кнежина Темнић је обухватала варош Јагодину и села око ње, део Левча (Секурич) и данашњи Темнић.
Рељеф Темнића чини равница око Велике и Западне Мораве и преовлађујући брдовити и планински део на западу и југозападу. Моравске алувијалне равнице су плодне и на њима су добре ливаде и оранице. Становништво се поред ратарства бави и воћарством (шљива). Слив Западне Мораве је насељенији од слива Велике Мораве. У првом иако је мањи има 26 села, а у другом 20. Села у Темнићу су разређена, збијенија у равници, а разбијенија у брдима. Насеља су старијег постанка. За време Кочине крајине (1788) када је Темнић остао готово пуст, већином су расељена, а поново су насељена у првој половини XIX века.